# ألبرت وليامز جونسون
ألبرت وليامز جونسون (بالإنجليزية: Albert Williams Johnson)‏ هو محامي وقاضي أمريكي، ولد في 28 نوفمبر 1872، وتوفي في 22 مارس 1957.